# Antitauón
Un antitauón (también llamado anti tau) es la antipartícula del tauón.
Es una partícula elemental, que pertenece a la tercera generación de leptones. Y, por ello es muy inestable. Tiene la masa de 17 veces la del muon, aproximadamente; 1777 MeV/c2.